# Merle Jääger
Merle Jääger (n. 19 octombrie 1965, Tallin, RSS Estonă, URSS) este o actriță de televiziune, teatru și film, poetă și autoare din Estonia, care folosește frecvent numele Merca. Asociată inițial cu scena în creștere a punk-rock-ului eston de la începutul până la mijlocul anilor 1980, ea a fost descrisă ca un „bard al protestului”. Cariera ei ca actriță a început la sfârșitul anilor 1980 și a primit o serie de premii de înaltă valoare pentru rolurile de teatru.

## Tinerețe și educație
Merle Jääger s-a născut și a crescut în Tallinn, unde a urmat școala primară și secundară (a 46-a și școală de știință) din Tallinn. Tatăl ei a lucrat ca muncitor feroviar, iar mama ei a fost contabilă. După școala secundară, în 1983, Jääger a studiat actoria și teatrul la Conservatorul de Stat din Tallinn (acum, Academia Estonă de Muzică și Teatru) sub instruirea profesorului de teatru Kalju Komissarov, absolvind în 1988. Printre colegii ei absolvenți s-au numărat actorii Elmo Nüganen, Raivo E. Tamm și Anne Reemann.

## Carieră

### Actorie
După absolvirea Conservatorului de Stat din Tallinn, Jääger a fost angajată ca actriță de teatru la teatrul Vanemuine din Tartu din 1988. A interpretat roluri ca prințul Hamlet în 1987 în piesa lui William Shakespeare, Hamlet, care a fost pusă în scenă la Mănăstirea Sf . Ecaterina din Tallinn, sau Olga Sergheievna Prozorova în Trei surori deAnton Cehov, care a fost pusă în scenă la teatrul Ugala din Viljandi în 1988. Primele sale două roluri ca actriță angajată la teatrul Vanemuine din Tartu au fost ca Florence într-o producție a piesei lui Robert Thomas din 1964 Trap for a Lonely Man și ca Lady Macduff într-o producție a piesei MacBeth de William Shakespeare, ambele interpretate în 1988. În timpul carierei sale la Vanemuine, Jääger a apărut în numeroase roluri în producțiile unor autori și dramaturgi internaționali atât de diverși ca de exemplu: Johann Wolfgang von Goethe, Oscar Wilde, René Highway, Witold Gombrowicz, Jean Anouilh, Biljana Srbljanović, Charlotte Jones, Tom Stoppard, Arthur Miller, Algot Untola, Edward Albee, C. S. Lewis, Jule Styne, Billy Roche, Ödön von Horváth, Brian Friel, Sherman Brothers, Tim Firth, Anton Cehov, Robert James Waller, Ingmar Bergman, Velma Wallis, J. B. Priestley, Kander și Ebb sau Ray Cooney. Printre spectacolele sale mai memorabile la teatrul Vanemuine în roluri ale unor dramaturgi și autori estoni se numără: Kauksi Ülle, Eduard Vilde, Oskar Luts, Ilmar Külvet, Bernard Kangro, Kati Vatmann, Madis Kõiv, Andrus Kivirähk, Andra Teede și Meelis Friedenthal.

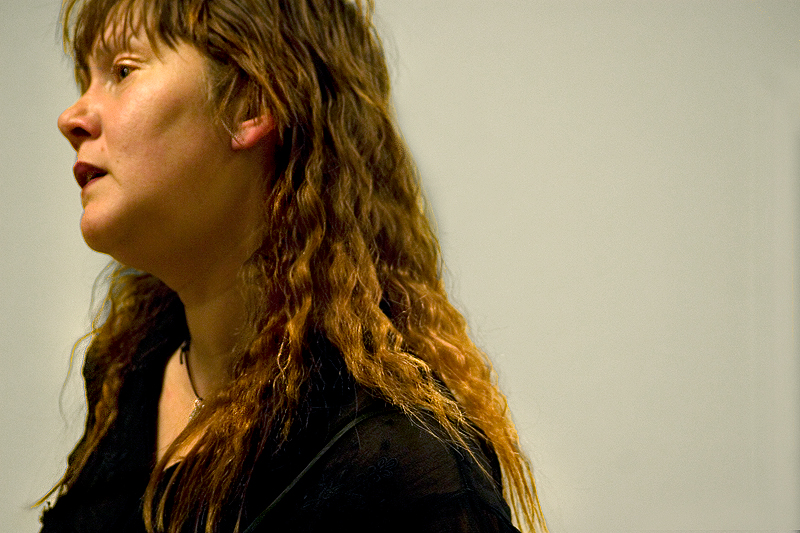
Jääger în 2008.

Din 2006, Jääger a jucat și ca actriță de teatru în producții umoristice de vară la Teatrul Hansahoovi din Tartu. De asemenea, ea a scris două piese, Saun și Kolhoos, care au fost puse în scenă la acest teatru în 2008 și, respectiv, în 2009, cu Jääger în distribuție. De asemenea, a interpretat, scris și regizat împreună cu colectivul Teatrului Taarka Heritage, un grup de teatru de amatori care a fost fondat cu scopul de a promova și păstra cultura și identitatea poporului Setos (o minoritate etnică și lingvistică indigenă finno-ugrică din sud-estul Estoniei și nord-vestul Rusiei).
Merle Jääger a apărut și în mai multe roluri de televiziune. Primul ei rol semnificativ a fost rolul Hildei în filmul dramatic Soo, o producție în două părți din 1992 a Eesti Televisioon (ETV), bazat pe romanul cu același nume din 1914 (inițial intitulat Kirjutatud on ... ) scris de Oskar Luts. În 2009, ea a apărut ca Miia în șase episoade ale serialului de ficțiune de crimă Kalgukoerad de pe televiziunea privată Kanal 2. A apărut și în alte câteva seriale de televiziune estone, printre care: Kättemaksukontor în 2013, comedia Padjaklubi în 2014 și Viimane võmm și Restart în 2015.
În 1988, Jääger a debutat cinematografic într-un mic rol în scurtmetrajul Noid care a fost regizat de Elo Tust și scris de Mati Unt. Primul ei rol important într-un film de lung metraj a fost cel al Lembalei, soția căpeteniei estone Lembitu din secolul al XIII-lea (interpretat de Ain Mäeots), în filmul istoric de comedie Malev din 2005 regizat de Kaaren Kaer. Filmul descrie aventurile unor păgâni estoni din secolul al XIII-lea, când estonii încep să fie creștinați. A urmat rolul profesoarei de istorie în filmul dramatic  Klass din 2007, regizat de Ilmar Raag, având ca temă violența din școli. Filmul a primit mai multe premii internaționale și a fost propunerea Estoniei la categoria „cel mai bun film străin” din cadrul celei de-a 80-a ediții a premiilor Oscar. De asemenea, în 2007, a apărut ca mamă în filmul de familie Magnus, regizat de Kadri Kõusaar. În 2011, a apărut în drama Üks mu sõber în regia lui Mart Kivastik, alături de actorul Aarne Üksküla. Alte roluri de lung metraj includ Õnn tuleb magades în 2016, Rohelised kassid în 2017 și Klassikokkutulek 2: Pulmad ja matused, o continuare din 2018 a comediei Klassikokkutulek (Reuniune de clasă) din 2016 regizată de René Vilbre. În 2019, a apărut ca Hilana Taarka (o cântăreață de muzică populară Setos de la începutul secolului al XX-.lea), în comedia istorică regizată de Hardi Volmer, Johannes Pääsukese tõeline elu (Viața reală a lui Johannes Pääsuke).
În plus, Jääger a apărut și în mai multe filme și scurtmetraje studențești, inclusiv în rolul Evei în comedia populară din 2006 regizată de Rasmus Merivoo Tulnukas ehk Valdise pääsemine 11 osas, despre subcultura estonă, alături de actorii Mart Avandi, Ott Sepp, Vallo Kirs și Uku Uusberg.
Jääger  este membră a Uniunii Teatrale din Estonia din 1990 și membră a Uniunii Actorilor din Estonia din 1993.

### Poezie

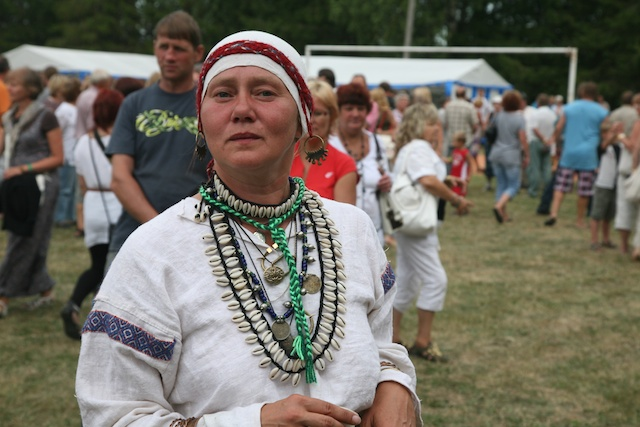
Merle Jääger la Ziua Regatului Seto din august 2011.

Din 1986, Merle Jääger a devenit o poetă care a fost publicată, sub pseudonimul Merca. Poezia ei s-a inspirat și s-a centrat pe scena muzicii punk rock în formare în țară de la începutul până la mijlocul anilor 1980, perioadă în care Republica Socialistă Sovietică Estonă era încă subordonată direct Guvernului Uniunii Sovietice. Deschisă, directă și deseori conflictuală în poezia ei (în special, în lucrările sale timpurii), a devenit un fel de enfant terible și a fost descrisă ca rebelă și „bard al protestului”. În 1988, a colaborat cu Tõnu Trubetsky, cântărețul trupei de punk rock Vennaskond, la două poezii care au fost incluse în culegerea sa de poezie Pogo, publicată de editura  Eesti Raamat.
În 1988, Jääger a fost cea mai tânără dintre cei douăzeci și patru de membri fondatori ai grupului cultural și literar eston Wellesto. În grupul s-au aflat și intelectuali notabili ca de exemplu Madis Kõiv, Maimu Berg, Mati Hint, Sven Grünberg, Doris Kareva, Rein Kruus, Toomas Liiv, Ivar Ivask, Toomas Raudam, Hasso Krull, Linnart Mäll, Jaan Undusk, Haljand Udam, Olev Remsu, Mati Sirkel, Ülu Aaloe și viitorul al patrulea președinte al Estoniei, Toomas Hendrik Ilves.
În 2000, Jääger a devenit membră a Uniunii Scriitorilor din Estonia (Eesti Kirjanike Liit, abreviat EKL).

### Colecții de poezie
- Merca by air mail (1989)
- Mercamerka (1989)
- Vana libu hommik  (1998)
- Hele häärber (2005)
- Narrivile (2007)

### Cărți
- Mees (2009) [26]
- Jututulbad / Storypillars (2015) [27]

## Politică
Merle Jääger este membru al Consiliului orășenesc din Tartu și face parte din comitetul cultural al consiliului, care aparține Uniunii Pro Patria și Partidului Res Publica  (Isamaa) și Partidului Liber Estonian (Eesti Vabaerakond).  De asemenea, Jääger a candidat fără succes la  Alegerile estone pentru Parlamentul Europeandin 2014 pe lista Partidului Independenței Estone (Eesti Iseseisvuspartei, EIP), primind 178 de voturi. 

## Viață personală
Merle Jääger are o fiică după o căsătorie care s-a încheiat cu divorț. În prezent, are o relație de lungă durată cu directorul de teatru Imre Toomeoks. Familia locuiește la o fermă din Obinitsa din comitatul Võru.
A slujit în Forțele armate estone (Eesti Kaitsevägi) și este membră a Unității Academice a unității paramilitare Liga de Apărare (Eesti Kaitseliit) din Tartu.

## Premii și onoruri
- Premiul Voldemar Panso (1988)
- Premiul Drama '96 (1996)
- Premiul Ants Lauter (1997)
- Premiul Uniunii Teatrale din Estonia (cea mai bună actriță) (1998)
- Premiul Drama '99 (cea mai bună actriță) (1999)
- Premiul Uniunii Teatrale din Estonia (cea mai bună actriță în rol secundar) (2014)[35]